# Guillermo Enrique Granville
Guillermo Enrique Granville (9 de julio de 1786-20 de enero de 1836) fue un marino que participó de la Guerra de Independencia Argentina y de la Guerra del Brasil.

## Biografía
Prestó servicio en el bergantín Intrépido, que participó de acciones corsarias entre 1817 y 1818 en el marco de la Guerra de la Independencia Argentina.
Con dicha nave formó parte luego de la Escuadra de la Expedición libertadora del Perú, al mando del marino británico Thomas Alexander Cochrane y del General José de San Martín.

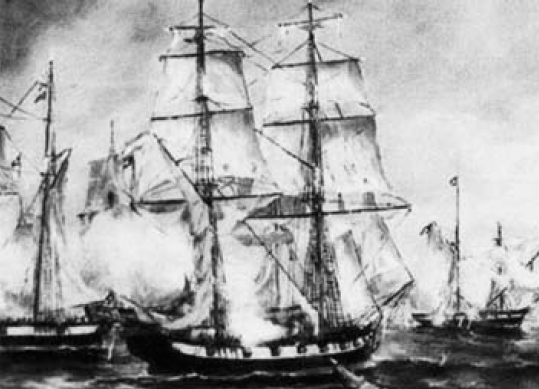
Batalla de Juncal.

El 26 de diciembre de 1826 al mando de la Goleta Guanaco formó parte de la escuadra argentina que con quince buques partió hacia el Río Uruguay para enfrentar a la Tercera División Naval Imperial, con diecisiete navíos al mando del capitán de Fragata Jacinto Roque de Sena Pereira. En la batalla final de la campaña, librada en Juncal los días 8 y 9 de febrero de 1827, la escuadra argentina derrotó completamente a la brasilera.
El 7 y 8 de abril de 1827 participó al mando del Bergantín República en el Combate de Monte Santiago, donde la escuadra argentina sufrió grandes pérdidas. 
Habiendo varado en el banco de Monte Santiago el Bergantín República y el Bergantín Independencia quedaron bajo fuego de dieciséis naves de la flota brasilera, sin más apoyo que el de la Goleta Sarandí.
Junto con la Sarandí, el República fue buque insignia durante la batalla (Brown pasaba de uno a otro buque), por lo que concentró los disparos de la numerosa flota brasilera.
La plana mayor de Granville comprendía 11 oficiales, entre ellos su segundo el teniente Juan King, el subteniente Guillermo Harrison, el cirujano Alejandro Brown, el contador Tomás Wesble, el piloto Juan Carlos Wallace, el jefe de la tropa teniente primero Francisco Balcarce, los aspirantes José Athwell y Enrique B. Mason. La tripulación superaba los cien hombres y su artillería era la más poderosa de esta fuerza naval.

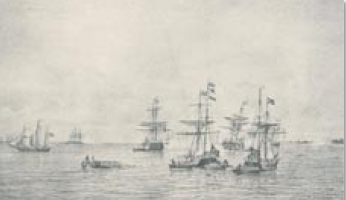
Combate de Monte Santiago.

Al mediodía del segundo día de la batalla el bergantín brasileño Independencia ou Morte varó también. El Almirante Guillermo Brown envió a Granville con dos botes con el objeto de abordar la nave enemiga. Ante el peligro el Independencia ou Morte arrojó al agua 12 de sus 18 cañones, y con grandes averías logró zafar y replegarse.
Durante la tarde Granville recibió el impacto de un fragmento de metralla que le destrozó el brazo izquierdo, hasta el punto de que fue necesario amputárselo a la altura del codo. Brown se encontraba en el buque por lo que con el concurso de Juan King se mantuvo al mando.
Finalmente, tanto el República como el Independencia, varados e inutilizados, sin munición y con la baja de la mitad de sus tripulaciones, debieron ser evacuados e incendiados. La Sarandí aprovechó la llegada de la noche para reparar mínimamente sus averías (todo su casco estaba acribillado) y llevando a los sobrevivientes de los buques perdidos pudo regresar a Buenos Aires.
Granville, quien recibió por la acción una “Mención Honorífica” de parte del Almirante Brown, tras su recuperación volvió al servicio activo.
El 9 de julio de 1828 recibió el mando de la recién adquirida Goleta La Argentina, antigua goleta mercante francesa de 300 toneladas armada con tres cañones giratorios.
El 14 de agosto zarpó en corso con el Gobernador Dorrego y el bergantín General Rondeau, en el curso del cual hicieron varias presas y sostuvieron un combate contra seis naves de guerra brasileñas, en el que La Argentina sufrió bajas y averías que la forzaron a retornar a Carmen de Patagones y luego a Buenos Aires.
El ya teniente coronel de Marina Enrique Granville falleció el 20 de enero de 1836 a los 49 años.
Dos buques de la Armada Argentina llevaron su nombre, el primero el Rastreador ARA Granville M-4, y la corbeta misilística ARA Granville (P-33), así como un pasaje de Buenos Aires ubicado en el barrio de Villa Santa Rita.